# تله‌گذاری پرندگان

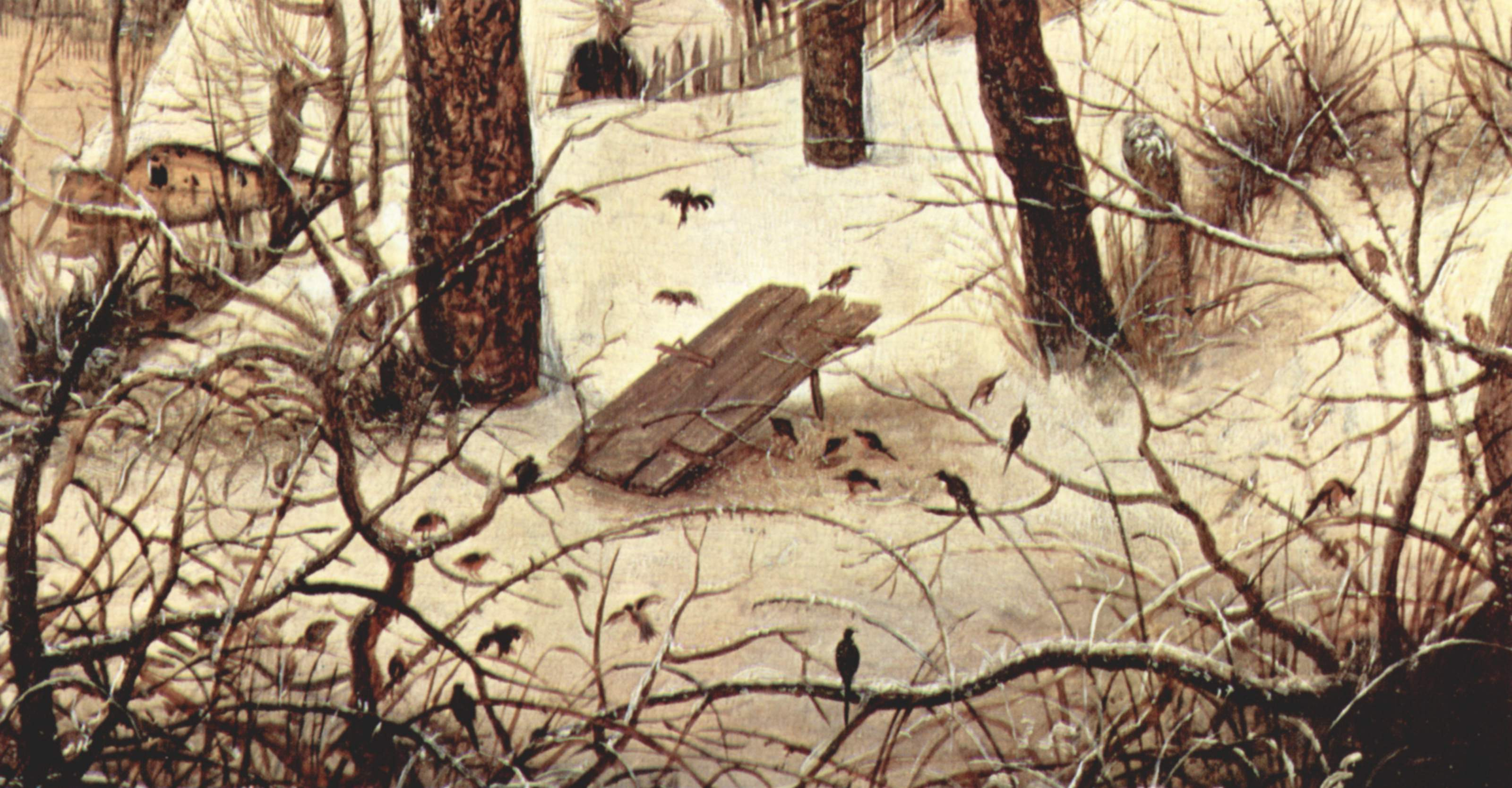
نقاشی تله پرنده کشنده به نام «مرگ» توسط پیتر بروگل مهتر در سال ۱۵۶۵

فنون تله‌گذاری پرندگان یا به‌دام انداختن پرندگان (به انگلیسی: Bird trapping) برای گرفتن پرندگان وحشی شامل طیف گسترده‌ای از تکنیک‌ها می‌شود که خاستگاه آنها شکار پرندگان برای غذا است. در حالی که شکار برای غذا، نیازی به زنده گرفتن پرندگان ندارد، برخی از تکنیک‌های به دام انداختن پرندگان را بدون آسیب رساندن به آنها شکار می‌کند و در تحقیقات پرنده‌شناسی کاربرد دارد. پرندگان وحشی همچنین ممکن است به دلیل نمایش در اسارت در باغ‌های جانورشناسی یا نگهداری به عنوان حیوان خانگی به دام بیفتند. تله‌گذاری پرندگان در گذشته قانونمند نبود، اما برای محافظت از جمعیت پرندگان، اکثر کشورها قوانین و مقررات خاصی دارند.